# طلعت بصاری
طلعت بصاری (قبله) (زاده ۱۳۰۲ – درگذشته ۲۸ شهریور ۱۳۹۹) شاعر، نویسنده، پژوهشگر، متخصص در شاهنامه و استاد دانشگاه ایرانی بود.

## زندگی‌نامه
طلعت بصاری در سال ۱۳۰۲ در بابل به دنیا آمد. وی چند کتاب در مسائل زنان دارد و در رشته زبان و ادبیات فارسی دکترا گرفته‌است.
- تحصیلات و مدارک علمی: دکتری رشته زبان و ادبیات فارسی
- مسئولیت و مقام‌ها: متخصص در شاهنامه و استاد دانشگاه
- معاونت دانشگاه جندی شاپور: اولین زن ایرانی که به مقام معاونت دانشگاه رسید.

از پیشروان نهضت زنان در ایران، اغلب اوقات پژوهش خود را صرف شناختن و شناساندن پیام‌های زنانه و مادرانه شاهنامه فردوسی کرده‌است و به این اثر از دیدگاه و جنبه‌های پندآموزی نگاه می‌کند.
طلعت بصاری نخستین زنی است که به معاونت دانشگاه رسیده‌است.
بصاری در مصاحبه با رادیو فردا می‌گوید «من به نکاتی توجه می‌کنم که خود فردوسی هم بیشتر به آنها توجه دارد و آن نکات بسیار بسیار پندآموز است و برخلاف این که گفته می‌شود فردوسی با خانم‌ها میانه خوبی نداشته، وقتی انسان تمام شاهنامه را می‌خواند، می‌فهمد که اینطور نیست.
او ضمن بررسی شخصیت ۱۳ کودک شاهنامه از جمله فریدون، داراب، اردشیر بابکان، رستم و سیاوش، به اهمیت امر تعلیم و تربیت کودکان در شاهنامه اشاره می‌کند.

## آثار
- دستور زبان فارسی (۱۳۴۵ و ۱۳۴۸. شرح ۵۱۱ ص. ناشر تهران: کتابخانه طهوری)
- دس‍ت‍گ‍اه‍ه‍ا و آه‍ن‍گ‍ه‍ای م‍وس‍ی‍ق‍ی و ن‍ام س‍ازه‍ای ای‍ران‍ی (۱۳۴۶. ناشر ت‍ه‍ران: کتابخانه طهوری)
- زنددخت: پیشاهنگ نهضت آزادی بانوان ایران (۱۳۴۶. ناشر تهران: کتابخانه طهوری)
- زنان شاهنامه (بخش پهلوانی) (۱۳۵۰. ناشر تهران: انتشارات دانشسرای عالی)
- چ‍ه‍ره ش‍ی‍ری‍ن (۱۳۵۰. شرح ۵۰۳ ص. ناشر اه‍واز: دانشگاه جندی شاپور)
- زن در شاهنامه (شرح د، [۴۰۸] ص ناشر ت‍ه‍ران)
- تأثیر زن در ادبیات فارسی
- گردآفرید معرفی زنان شاهنامه
- نازنین یارا
- امیر پازواری
- گ‍ف‍ت و گ‍و (شرح ص ۲۴۴. ناشر ت‍ه‍ران)
- نکاتی چند از کتاب بهجت‌الصدور